# رودخانه قوژد
رودخانهٔ فصلی قوژد یا کال قوژد یا کال نیازمند نام رودخانه‌ای واقع در شهرستان کاشمر، استان خراسان رضوی و نامیده شده بنام قوژد یکی روستاهای شهرستان کاشمر است. برپایهٔ گزارش خبرگزاری ایسنا در سال ۱۳۹۰ خورشیدی یک فاجعهٔ زیست‌محیطی به‌دلیل رهاسازی پساب در این رودخانه روی داد که نیمی از پساب‌های رهاشده برای بیمارستان شهید مدرس بود. از جاذبه‌های گردشگری آن می‌توان به پل قائم و پل قوژد اشاره نمود.